# Mamiya DL
Mamiya DL — линейка цифровых среднеформатных фотоаппаратов, выпущенных компанией Mamiya, специализирующейся на профессиональном фотографическом оборудовании. Последующие цифры указывают на разрешение матрицы цифрового задника, идущего в комплекте.
Mamiya DL28 анонсирована 21 октября 2008 г. Цена 15000$. Фотокамера является системной и состоит из цифрового задника Leaf Aptus-II 6 производства DALSA, объектива Sekor AF 80mm f/2.8 D и платформы 645AFD III.
Mamiya DL33 отличается от DL28 используемым цифровым задником Leaf Aptus-II 7 и увеличенной ценой до 20000$.
Объективы
- Mamiya Sekor A 150mm f/2.8 M645
- Mamiya Sekor C 210mm f/4 M645
- Mamiya Sekor C ULD 300mm f/5.6 M645